# Juan Carlos Doyenart
Juan Carlos Doyenart Gil (Montevideo, noviembre de 1950 - 18 de febrero de 2018) fue un politólogo, empresario, autor y encuestador uruguayo.
Estuvo activo en política, en el seno del Partido Demócrata Cristiano; al integrarse este al Frente Amplio, fue asesor del Gral. Líber Seregni. Posteriormente militó en el Nuevo Espacio.
Fundó Interconsult, una empresa de encuestas de opinión.

## Publicaciones
- 2013, Como el Uruguay no había (Fin de Siglo)
- 2003, El problema está en nosotros (Fin de Siglo).
- 1999, El Uruguay entre dos siglos (Fondo de Cultura).